# روبرت فين
روبرت فين (بالإنجليزية: Robert Finn)‏ هو دبلوماسي أمريكي، ولد في 19 ديسمبر 1945.

## وصلات خارجية
- روبرت فين على موقع إن إن دي بي (الإنجليزية)